# Inegalitatea lui Jordan
Inegalitățile geometrice au fost tratate cu mare interes în ultimii ani. 
Inegalitatea lui Jordan a fost și ea în centrul acestor studii. 
{\displaystyle {\frac {2}{\pi }}x\leq \ sinx} ,     unde {\displaystyle 0\leq \ x\leq \ {\frac {\pi }{2}}}
S-au demonstrat multe rafinări ale acestei inegalități. Următoarea relație a fost demonstrată și a fost utilizată în literatura de specialitate.
{\displaystyle {\frac {1+cosx}{2}}<\ {\frac {sinx}{x}}<\ cos{\frac {x}{2}}},  unde {\displaystyle 0<\ x<\ {\frac {\pi }{2}}}
O inegalitate celebră, aflată în legătură cu inegalitatea lui Jordan, este inegalitatea lui Kober
{\displaystyle cosx\geq \ 1-{\frac {2}{\pi }}x} ,   {\displaystyle 0\leq \ x\leq \ {\frac {\pi }{2}}}.
Deși această relație poate fi demonstrată luând în considerare proprietatea de monotonie a funcției 
{\displaystyle {\frac {1-cosx}{x}}} ,
se observă că, folosind substituția {\displaystyle x\rightarrow \ {\frac {\pi }{2}}-x}, rezultă inegalitatea lui Jordan.
Aplicația
{\displaystyle g(x)={\frac {sinx}{x}}}, unde {\displaystyle 0<\ x\leq \ {\frac {\pi }{2}}}, {\displaystyle g(0)=1},
este strict concavă pe intervalul {\displaystyle \left[0,{\frac {\pi }{2}}\right]}.
Dacă graficul liniei care trece prin punctele {\displaystyle A\left(0,1\right)} și {\displaystyle B\left({\frac {\pi }{2}},{\frac {2}{\pi }}\right)}, care aparțin graficului funcției g, este sub graficul funcției g, se obține
{\displaystyle {\frac {sinx}{x}}\geq \ 1+{\frac {2\left(2-\pi \right)}{\pi ^{2}}}x}.
Aceasta este o variantă îmbunătățită a inegalității lui Jordan deoarece această relație poate fi scrisă și sub forma
{\displaystyle {\frac {2}{\pi }}+{\frac {\pi -2}{\pi ^{2}}}\left(\pi -2x\right)\geq {\frac {2}{\pi }}}.
Scriind că linia tangentă graficului de funcție g în punctul B, prin concavitatea lui g (deoarece g este concavă), se obține
{\displaystyle {\frac {sinx}{x}}\leq {\frac {4}{\pi }}-{\frac {4x}{\pi ^{2}}}}.
O demonstrație a inegalității lui Jordan
{\displaystyle {\frac {sinx}{x}}\leq {\frac {2}{x}}}, unde {\displaystyle x\in \left(0,{\frac {\pi }{2}}\right]}
poate fi găsită în monografia lui D.S. Mitrinović și P.M. Vasić, Analytic Inequalities.
Dan Coma, în lucrarea Grafice de funcții și inegalități, face o nouă demonstrație a inegalității lui Jordan, de natură pur geometrică, fără folosirea derivatelor. Unicul element necesar este graficul funcției sinus pe intervalul {\displaystyle \left[0,{\frac {\pi }{2}}\right]} și acceptarea intuitivă a faptului că funcția este concavă pe acest interval.